# Anna Cox Brinton
Anna Cox Brinton, död 1969, var en amerikansk feminist, antikvetare, college administratör, författare och kväkare. Hon är känd för sitt engagemang inom American Friends Service Committee (AFSC) och har kallats för den som återuppväckte kväkarnas religion under 1900-talet. 
Hon var USA:s delegat till Pan-Pacific Women's Conference 1930. 